# Drassodes insidiator
Drassodes insidiator är en spindelart som beskrevs av Tamerlan Thorell 1897. Drassodes insidiator ingår i släktet Drassodes och familjen plattbuksspindlar.
Artens utbredningsområde är Myanmar. Inga underarter finns listade i Catalogue of Life.